# Ramsey (Minnesota)
Ramsey – miasto w Stanach Zjednoczonych, w stanie Minnesota, w hrabstwie Anoka.